# Премия Teen Choice Awards за выбор фильма — Экшн
Ниже приводится список победителей и номинантов на премию Teen Choice Award за выбор фильма — Экшн.

## Победители и номинанты

### 2000е
| Год  | Победитель                               | Номинанты | Пр.         |
| ---- | ---------------------------------------- | --- | ----------- |
| 2003 | Матрица: Перезагрузка                    | - Восьмая миля - Голубая волна - Пуленепробиваемый монах - Сорвиголова - Барабанная дробь - Властелин колец: Две крепости - Люди Икс 2          | [ 1 ]       |
| 2004 | Гарри Поттер и узник Азкабана            | - Послезавтра - Хеллбой: Герой из пекла - Убить Билла. Фильм 2 - Властелин колец: Возвращение короля - Матрица: Революция - Троя - Ван Хельсинг | [ 2 ]       |
| 2005 | Звёздные войны. Эпизод III: Месть ситхов | - Превосходство Борна - Автостопом по галактике - Царство небесное - Короли Догтауна - Мистер и миссис Смит - Сокровище нации - Город грехов    | [ 3 ]       |
| 2006 | Пираты Карибского моря: Сундук мертвеца  | - Кинг-Конг - Миссия невыполнима 3 - Возвращение Супермена - V — значит вендетта - Люди Икс: Последняя битва                                    | [ 4 ]       |
| 2007 | Пираты Карибского моря: На краю света    | - 300 спартанцев - Фантастическая четвёрка: Вторжение Серебряного сёрфера - Человек-паук 3: Враг в отражении - Трансформеры                     | [ 5 ] [ 6 ] |
| 2008 | Хроники Нарнии: Принц Каспиан            | - Запретное царство - Индиана Джонс и Королевство хрустального черепа - Железный человек - Спиди-гонщик                                         | [ 7 ]       |
| 2009 | Люди Икс: Начало. Росомаха               | - Форсаж 4 - Звёздный путь - Заложница - Терминатор: Да придёт спаситель                                                                        | [ 8 ]       |

### 2010е
| Год  | Победитель                    | Номинанты | Пр.    |
| ---- | ----------------------------- | --- | ------ |
| 2010 | Шерлок Холмс                  | - Бросок кобры - Пипец - Лузеры - Робин Гуд                                                                                                  | [ 9 ]  |
| 2011 | Форсаж 5                      | - Быстрее пули - Скотт Пилигрим против всех - Турист - Неуправляемый                                                                         | [ 10 ] |
| 2012 | Погоня                        | - Закон доблести - Миссия невыполнима: Протокол Фантом - Красные хвосты - Шерлок Холмс: Игра теней                                           | [ 11 ] |
| 2013 | Железный человек 3            | - Эволюция Борна - Тёмный рыцарь: Возрождение легенды - G.I. Joe: Бросок кобры 2 - 007: Координаты «Скайфолл»                                | [ 12 ] |
| 2014 | Дивергент                     | - Грань будущего - Годзилла - Малефисента - Орудия смерти: Город костей                                                                      | [ 13 ] |
| 2015 | Форсаж 7                      | - Дивергент, глава 2: Инсургент - Kingsman: Секретная служба - Бегущий в лабиринте - Разлом Сан-Андреас - Трейсеры                           | [ 14 ] |
| 2016 | Дэдпул                        | - Дивергент, глава 3: За стеной - В сердце моря - Книга джунглей - Бегущий в лабиринте: Испытание огнём - 007: Спектр                        | [ 15 ] |
| 2017 | Чудо-женщина                  | - Форсаж 8 - Логан - Пираты Карибского моря: Мертвецы не рассказывают сказки - Трансформеры: Последний рыцарь - Три икса: Мировое господство | [ 16 ] |
| 2018 | Мстители: Война бесконечности | - Лига справедливости - Бегущий в лабиринте: Лекарство от смерти - Тихоокеанский рубеж 2 - Tomb Raider: Лара Крофт                           | [ 17 ] |
| 2019 | Мстители: Финал               | - Человек-муравей и Оса - Бамблби - Капитан Марвел - Люди в чёрном: Интернэшнл - Человек-паук: Через вселенные                               | [ 18 ] |